# 35076 Yataro
35076 Yataro è un asteroide della fascia principale. Scoperto nel 1990, presenta un'orbita caratterizzata da un semiasse maggiore pari a 2,6519645 UA e da un'eccentricità di 0,0361560, inclinata di 12,50988° rispetto all'eclittica.